# Card-Image Public Access Catalogue

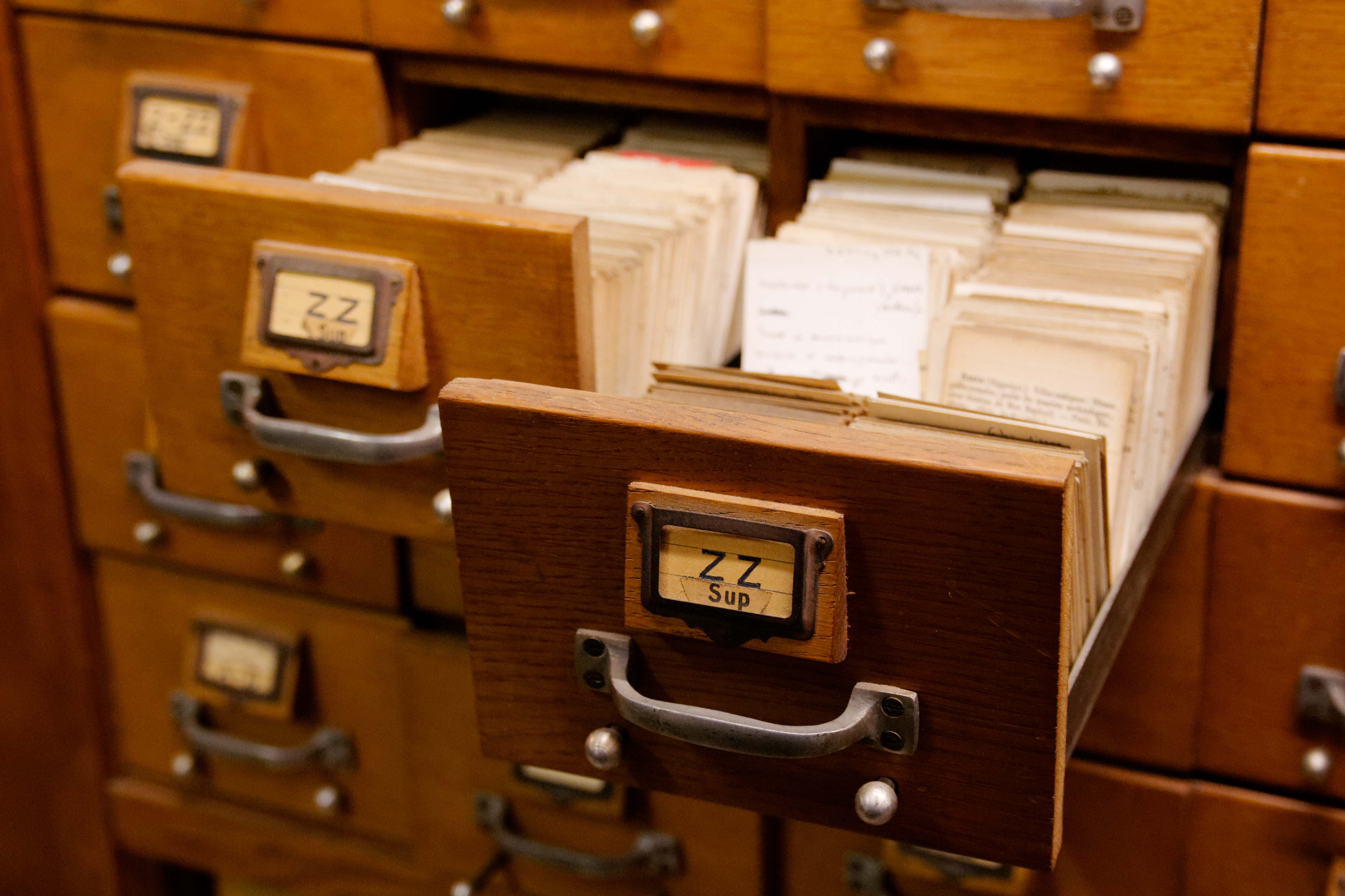
Le CIPAC va afficher des versions numérisées de ces fiches cartonnées.

Un CIPAC (Card-Image Public Access Catalogue) est un outil informatique destiné à la consultation de fiches de catalogues de bibliothèques, préalablement numérisées.
Contrairement à une opération de rétroconversion qui implique d'analyser l'ensemble des fiches cartonnées pour créer des notices informatiques, le CIPAC se contente d'afficher à l'écran une liste de fiches cartonnées, dans l'ordre où elles se trouvaient dans les tiroirs. En règle générale, l'outil permet de naviguer de fiche en fiche, ou par lots.
En France, la BNU de Strasbourg ou la bibliothèque interuniversitaire de santé offrent ce type de service.